# Уилмот, Роберт Данкен
Роберт Данкен Уилмот (16 октября 1809 — 13 февраля 1891) — канадский политический деятель, один из основателей Канадской конфедерации.

## Биография
Родился во Фредериктоне, Нью-Брансуик, в семье богатого судовладельца; в пятилетнем возрасте вместе с семьёй переехал в Сент-Джон, где получил образование. В 1833 году женился. Первоначально работал в компании своего отца, в том числе с 1835 по 1840 год в её представительстве в Ливерпуле, Великобритания. После возвращения в Канаду работал в компаниях, связанных со строительством фабрик и кораблей, также некоторое время возглавлял железнодорожную компанию.
С 1846 по 1861 и с 1865 по 1866 год избирался в законодательное собрание Нью-Брансуика, с 1849 по 1850 год был мэром Сент-Джона, в 1851—1854 годах был министром земельных ресурсов в составе кабинета министров Нью-Брансуика, в 1856—1857 годах — провинциальным секретарём в правительстве консерваторов под руководством Джона Хамильтона Грея. В 1865 году, избравшись в парламент Нью-Брансуика от Антиконфедеративной партии, выступавшей за отказ от вступления колонии в будущую Конфедерацию, получил пост министра без портфеля в правительстве Альберта Джеймса Смита, но был вынужден покинуть его в связи с неудачей на выборах уже в апреле 1866 года; в это же время изменил своё отношение ко вступлению Нью-Брансуика в Конфедерацию. В декабре 1866 года был делегатом на Лондонской конференции, посвящённой созданию Канадской конфедерации; после её провозглашения был 23 октября 1867 года назначен в состав Сената Канады представителем от Нью-Брансуика и работал в этой должности до своей отставки в 1880 году; в ноябре 1878 года параллельно был избран спикером Сената и вошёл в правительство Джона Макдональда. 10 февраля 1880 года вышел в отставку и с 11 февраля 1880 по 11 ноября 1885 года был лейтенант-губернатором Нью-Брансуика. Скончался в своём имении в округе Сансбери.